# Шкалак
Шкалак (исп. Xcalak) — деревня на побережье Карибского моря в Мексике, штат Кинтана-Роо, входит в состав муниципалитета Отон-Бланко. Численность населения, по данным переписи 2020 года, составила 436 человек.

## Общие сведения
Первые поселения в регионе относятся к доколумбовой эпохе. Неподалёку находятся руины города майя Шкалак, от которого город и получил свое название.
Поселение было основано в 1900 году ВМС Мексики как база южного флота с верфью, а также для создания пограничного пропускного пункта.
Население Шкалака росло, они занимались рыбной ловлей, а также выращиванием и сбором кокосов до 300 тонн в месяц.
В начале 1950-х годов было экономически важным населённым пунктом, здесь была фабрика по производству льда, небольшая электростанция, склады для хранения копры, небольшие фабрики мороженого и очистки воды, а также магазины и клуб.
27 сентября 1955 года было практически полностью уничтожено ураганом Джанет, уничтожив кокосовые плантиции и убив 97 человек.
27 ноября 2000 года было принято постановление о создании Национального парка Шкалак с 4500 га суши и 13500 га морской поверхности, включённого в рамсарскую конвенцию.
Основным видом деятельности является рыбная ловля и ограниченный вид туризма.

## Население
| Год  | Численность | Численность |
| ---- | ----------- | ----------- |
| 2000 | 276         | [ 10 ]      |
| 2005 | 252         | [ 11 ]      |
| 2010 | 375         | [ 12 ]      |
| 2020 | 436         | [ 13 ]      |

## Фотографии

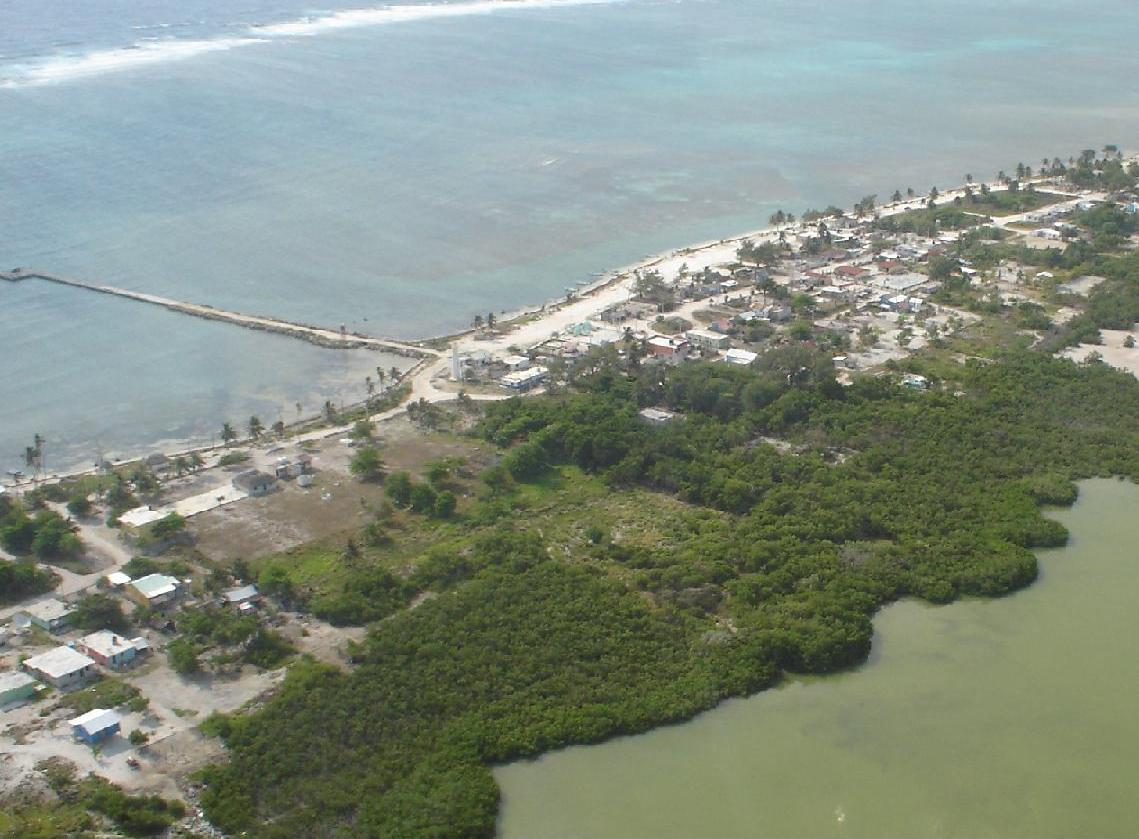
Вид с воздуха
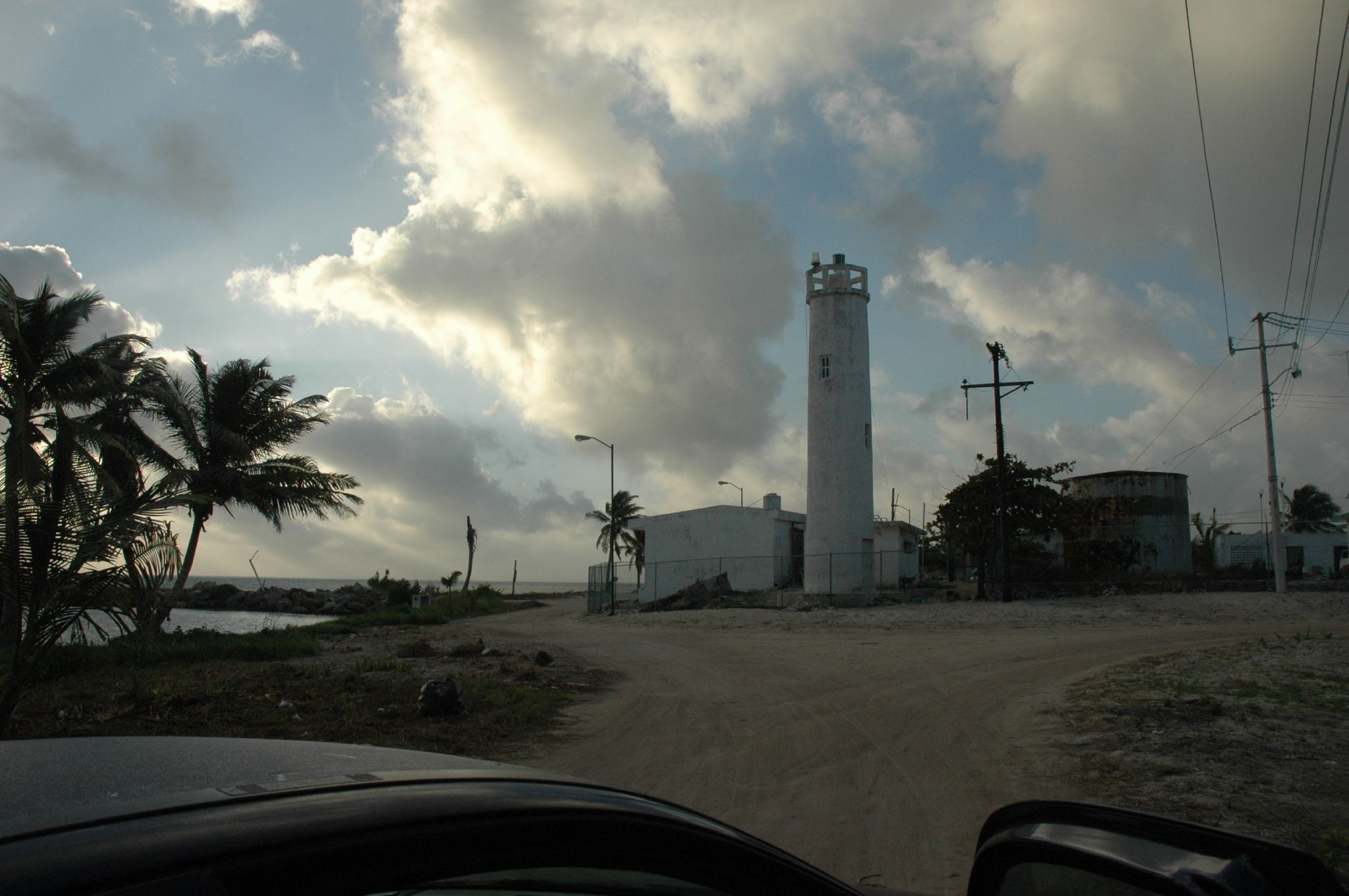
Маяк в Шкалаке
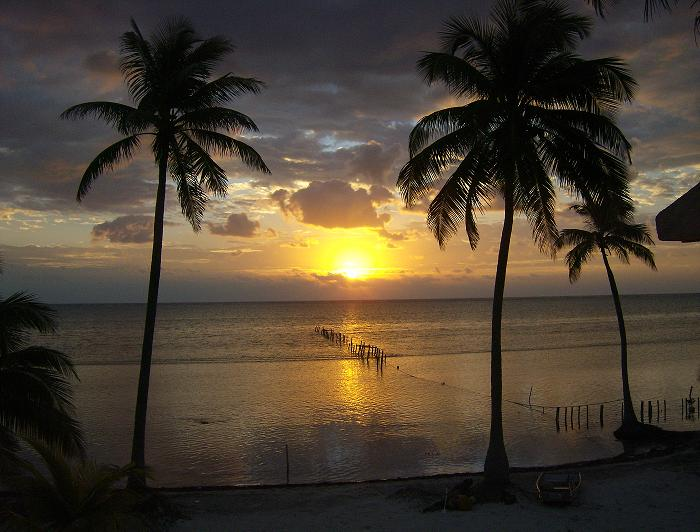
Закат в Шкалаке